# L'Art du cinquième bonheur
L'Art du cinquième bonheur est le troisième album de bande dessinée de la série Tigresse Blanche.

## Synopsis
Alix Yin Fu doit choisir entre devenir une « Mouche qui pique » ou une « Mouche qui butine ». Comme elle ne veut pas perdre sa virginité, elle choisit « Mouche qui pique » mais devenir tueuse à gage demande un certain sang-froid.
Elle est envoyée en mission à San Francisco et se retrouve épaulée par Rousseau, dit « Dragon aux trois couleurs », un français devenu espion communiste chinois avec qui Alix se lie d'amitié. Leur mission est de retrouver un criminel de guerre japonais, le colonel Masanobu Tsuji.

## Personnages
- Alix Yin Fu : jeune Tigresse Blanche assigné à l'agence secrète communiste et tueuse à gages.
- Ji-Hui : il est chargé de protéger secrètement Alix pour le compte de Zizhu. Il devient le "dragon de jade" d'Alix.
- Hsu Hsieh : chef du service d'espionnage communiste chinois.
- Maurice Rousseau : appelé par les chinois "Dragon aux trois couleurs", Rousseau est devenu un espion pour le compte des communistes chinois. C'est un tueur à gages qui est chargé de former Alix.
- Lily Wong : maîtresse de Tsuji qu'Alix devra tuer et Tigresse Blanche elle aussi.
- Masanobu Tsuji : ancien officier de l'armée impériale japonaise qui connaît l'emplacement d'un fabuleux trésor de guerre amassé lors de l'opération Lys d'or (Kin no Yuri) par le prince Yasuhito Chichibu.
- Yiao-Yi : chef des Tigresses Blanches de San Francisco.
- Spencer : travaille pour le major Lansdale pour les services secrets.
- Carole : petite amie de Rousseau.
- Hito Tanaka : scientifique qui utilisait des cobayes chinois pour ses expériences durant la guerre.
- Aseda : serviteur de Tsuji.
- Major Lansdale : travaille pour les services secrets américains.

## Autour de l'album
- Yann laisse sa place à Conrad, assisté de Wilbur au scénario et Alix part pour les États-Unis, à San Francisco.

## Éditions
- L'Art du cinquième bonheur, Dargaud, 2006 : Première édition.